# Ulica Henryka Sienkiewicza w Sokołowie Małopolskim
Ulica Henryka Sienkiewicza – ulica w Sokołowie Małopolskim. Część drogi wojewódzkiej nr 881.
Ulica współcześnie ma ponad półtora kilometra długości. Rozpoczyna bieg od skrzyżowania z ul. Rzeszowską przy południowo-wschodnim rogu placu św. Jana, po czym biegnie mniej więcej na południowy wschód. Kończy się na granicy miasta z Kątami Trzebuskimi.

## Historia i nazwa
Ulica Sienkiewicza należy do najstarszych ulic miasta. Pierwsze zachowane potwierdzenie nazwy pochodzi z 1668 roku. Przez większość historii nosiła nazwę od miasta, ku któremu prowadzi, tj. Łańcuta. W dwudziestoleciu międzywojennym jako patrona wybrano Henryka Sienkiewicza i nazwa ta pozostała później niezmienna. Wyjątkiem był okres okupacji niemieckiej, kiedy wrócono do starej nazwy w formie niemieckiej: Lancuterstrasse.

## Ważniejsze obiekty
W latach 50. i 60. XX w. do ewidencji zabytków wpisano krzyż przydrożny i osiem drewnianych domów z numeracją ulicy Sienkiewicza. Mimo to później siedem z nich rozebrano. W 1992 roku do rejestru zabytków wpisano układ urbanistyczny Sokołowa pod numerem A-1246. W jego ramach wymieniono historyczną zabudowę i wpisano 12 domów z numeracją tej ulicy. W 2005 roku w gminnej ewidencji zabytków umieszczono 13. Większość jest drewniana, a wiele opatrzono adnotacją o złym lub bardzo złym stanie. Jeden dom pochodzi z XIX w., ale większość wybudowano w okresie międzywojennym.
W pewnym oddaleniu od ulicy, na rogu z Zawalem znajduje się cmentarz parafialny z pierwszej połowy XIX w. Po przeciwnej stronie ulicy znajduje się plac targowy. Wyznaczono go jeszcze w czasach zaboru austriackiego, a po okupacji niemieckiej, gdy zmieniono charakter rynku, przejął w pełni jego rolę. Pod numerem 41 znajduje się placówka straży pożarnej, a pod 43 komisariat policji. Pod numerem 86 znajduje się tartak, a na południe od niego farma fotowoltaiczna.